# Clementina Batalla
Clementina Batalha Torres (1894-1987) foi advogada, professora e precursora da luta pelos direitos das mulheres no México. Aos 26 anos, no mesmo ano que se tornou advogada, se retirou de sua profissão para se converter em dona-de-casa. Mãe de 6 filhos, 39 anos depois, já viúva, empreendeu em actividades feministas.